# Piotr Grabowski (1900–1970)
Piotr Grabowski pseud. Żółty (ur. 18 stycznia 1900 w Czernianach w powiecie kobryńskim, zm. 21 lipca 1970 w Bełchowie) – polski działacz polskiego i rosyjskiego ruchu rewolucyjnego.
Skończył 4 klasy szkoły podstawowej i od 1913 był robotnikiem w hutach szkła w Kostopolu, Rokitnie, Słowiańsku i Taganrogu. XI 1917 brał aktywny udział w rewolucji październikowej w Taganrogu. Członek fabrycznego oddziału Czerwonej Gwardii, później cekaemista w Taganroskim Samodzielnym Oddziale Czerwonej Gwardii. Walczył z oddziałami antykomunistycznymi pod Taganrogiem, Rostowem, Kramatorskiem i Jekaterynosławiem. W 1919 dostał się do niewoli "białych", został internowany w Rumunii, skąd w 1921 przedostał się do Polski. 1921-1923 odbywał służbę wojskową, potem do 1928 pracował w hucie szkła w Skierniewicach, do 1930 w Piotrkowie Trybunalskim. Później był majstrem w hucie szkoła w Częstochowie. Działacz Związku Zawodowego Robotników Przemysłu Chemicznego i Pokrewnych w Polsce, 1932-1934 przewodniczący oddziału tego związku. 1935-1937 pracował w Zawierciu, potem ponownie w Skierniewicach. Podczas okupacji działacz organizacji Polscy Socjaliści, później RPPS. Był jednym z pierwszych organizatorów grup bojowych w Skierniewicach; wiosną 1943 został dowódcą odcinka 1 kompanii PAL. Po wojnie został dyrektorem huty szkła w Skierniewicach (do 1950) i wstąpił do PPS. Od 1948 w PZPR, do 1950 członek egzekutywy Komitetu Powiatowego (KP) PZPR w Skierniewicach. 1950-1954 kierownik techniczny, następnie majster w hucie szkła w Bełchowie. 1957-1959 członek KP PZPR w Łowiczu, od 1961 na rencie. 1961-1965 radny WRN w Łodzi. Odznaczony Orderem Czerwonej Gwiazdy i Krzyżem Kawalerskim Orderu Odrodzenia Polski.